# Egesina fuscolaterimaculata
Egesina fuscolaterimaculata är en skalbaggsart som beskrevs av Hayashi 1971. Egesina fuscolaterimaculata ingår i släktet Egesina och familjen långhorningar.
Artens utbredningsområde är Taiwan. Inga underarter finns listade i Catalogue of Life.